# 22900 Trudie
22900 Trudie este un asteroid din centura principală de asteroizi.

## Descriere
22900 Trudie este un asteroid din centura principală de asteroizi. A fost descoperit pe 11 octombrie 1999 la Fountain Hills (Arizona) de Charles W. Juels. Asteroidul prezintă o orbită caracterizată de o semiaxă mare de 2,54 ua, o excentricitate de 0,12 și o înclinație de 7,3° în raport cu ecliptica.